# Wednesday 13 (band)
|  | Denne artikel omhandler bandet Wednesday 13. For personen se Wednesday 13 |
Wednesday 13 er et horror rock-band dannet af manden bag Murderdolls.
Gruppen blev dannet i 2004.

## Musik
Bandets genre er et mix mellem glam rock/glam og betegnes også som horror og deres tekster er strækt inspireret af horrorfilm. Alle teksterne er skrevt af forsangen af bandet som hedder Joseph Poole men også med samme navn som selve bandet nemlig Wednesday 13. Han kommer fra North Carolina, Landies. Han er gift med en ung dame ved navn Roxanne, og har 1 datter med hende. Wednesday 13 opstod i år 2004 hvor de spillede gamle Frankenstein drag queens from planet 13 sange og Murderdolls sange. I år 2005 i april udgav de deres første cd. I år 2007 skulle bandet have spillet i Pumpehuset i København, men koncerten blev aflyst, da der kun blev solgt 15 biletter, Pumpehuset oplyste at bandet havde aflyst koncerten, men ifølge Wednesday 13 selv, aflyste pumpe huset.

## Medlemmer

### Nuværende
- Wednesday 13 – Forsanger, guitar
- Johnney Coops – Trommer
- Nate Manor – Bass
- J-Sin Trioxin – Guitars

### Tidliger
- Piggy D – guitar (2004 – 2006)
- Kid Kid – bass (2004 – 2006)
- Ghastly – Trommer 2004 – 2006)
- Eric Griffin – guitar (2006 – 2007)
- Racci shay – Trommer (2006-2007)
- Acey slade – Guitar (2007-2008)

## Albums
- Transylvania 90210: Songs of Death, Dying, and the Dead (2005)
- I walked with a zombie: single (2005)
- Fang Bang (2006)
- Skeletons (2008)
- Blood work: EP (2008)
- Fuck it, will do it live: Live CD og DVD (2008)
- Calling All Corpses (2011)

## Musikvideoer
- I Walked With A Zombie (2005)
- Bad Things (2005)
- My Home Sweet Homicide (2006)